# Men at Work (Band)
Men at Work (englisch für Männer bei der Arbeit) ist eine australische Rockband, die ihre erfolgreichste Zeit in den 1980er Jahren erlebte. 
Bekannt wurde die Gruppe durch die beiden im Jahr 1982 veröffentlichten Nummer-eins-Hits Down Under und Who Can It Be Now?. Down Under, eine umgangssprachliche Bezeichnung für Australien, ist eine sehr ironische Hommage an die Heimat und gilt, neben Waltzing Matilda, als „heimliche australische Nationalhymne“.

## Geschichte
Die Band wurde 1979 von dem Gitarristen Ron Strykert (* 1957) und dem Sänger Colin Hay in Melbourne gegründet. Später kamen Greg Ham (1953–2012), John Rees und Jerry Speiser hinzu.

Men at Work – Business as Usual (LP)

Die im Herbst 1981 erschienene LP Business as Usual war 15 Wochen lang Nummer 1 der US-Album-Charts und wurde mit Sechsfach-Platin ausgezeichnet. Sie ist damit das erfolgreichste Debütalbum in den USA überhaupt. Nach dem zweiten Album Cargo, das den Hit Overkill enthielt und dreimal Platin bekam, trennten sich zwei Mitglieder von der Band. Nach dem relativ geringen Erfolg des dritten Albums lösten sich Men at Work im Jahr 1985 schließlich auf und die Musiker wandten sich eigenen Projekten zu. 1994 wurde die Band mit der Aufnahme in die ARIA Hall of Fame geehrt.
1996 fanden sich Colin Hay und Greg Ham unter dem alten Namen wieder zusammen und es entstand 1998 das Livealbum Brazil. In den Folgejahren war die Band mit mäßigem Erfolg auf Tour.
Greg Ham wurde am 19. April 2012 in seiner Wohnung tot aufgefunden.

## Plagiatsvorwurf
2010 stellte ein Richter fest, dass die Flötenpartie in Down Under dem 1934 geschriebenen Kookaburra Sits in the Old Gum Tree entstamme, dem Musikverlag stünden daher Lizenzgebühren zu. Der Verlag forderte 40 bis 60 % der Einnahmen des Songs.

## Sonstiges
Down Under wurde u. a. durch die australische Fluggesellschaft Qantas Airways für Werbekampagnen genutzt und 2000 bei der Abschlussfeier der Olympischen Spiele in Sydney gespielt.

## Diskografie

### Studioalben
| Jahr | Titel             | Höchstplatzierung, Gesamtwochen, AuszeichnungChartplatzierungen (Jahr, Titel, Platzierungen, Wochen, Auszeichnungen, Anmerkungen) | Höchstplatzierung, Gesamtwochen, AuszeichnungChartplatzierungen (Jahr, Titel, Platzierungen, Wochen, Auszeichnungen, Anmerkungen) | Höchstplatzierung, Gesamtwochen, AuszeichnungChartplatzierungen (Jahr, Titel, Platzierungen, Wochen, Auszeichnungen, Anmerkungen) | Höchstplatzierung, Gesamtwochen, AuszeichnungChartplatzierungen (Jahr, Titel, Platzierungen, Wochen, Auszeichnungen, Anmerkungen) | Höchstplatzierung, Gesamtwochen, AuszeichnungChartplatzierungen (Jahr, Titel, Platzierungen, Wochen, Auszeichnungen, Anmerkungen) | Höchstplatzierung, Gesamtwochen, AuszeichnungChartplatzierungen (Jahr, Titel, Platzierungen, Wochen, Auszeichnungen, Anmerkungen) | Anmerkungen                                                                |
| Jahr | Titel             | DE | CH | UK | US | AU | NZ | Anmerkungen                                                                |
| ---- | ----------------- | --- | --- | --- | --- | --- | --- | -------------------------------------------------------------------------- |
| 1981 | Business as Usual | DE15 Gold · (59 Wo.)DE | — | UK1 Platin · (44 Wo.)UK | US1 ×6Sechsfachplatin · (85 Wo.)US                                                                                                | AU1 (? Wo.)AU | NZ1 ×5Fünffachplatin · (75 Wo.)NZ                                                                                                 | Erstveröffentlichung: 9. November 1981 VÖ außerhalb AU erst im Sommer 1982 |
| 1983 | Cargo             | DE7 (32 Wo.)DE | — | UK8 Gold · (27 Wo.)UK | US3 ×3Dreifachplatin · (42 Wo.)US                                                                                                 | AU1 (? Wo.)AU | NZ2 Platin · (23 Wo.)NZ | Erstveröffentlichung: 29. April 1983                                       |
| 1985 | Two Hearts        | DE31 (7 Wo.)DE | CH16 (6 Wo.)CH | — | US50 Gold · (13 Wo.)US | AU16 (? Wo.)AU | — | Erstveröffentlichung: 23. April 1985                                       |

grau schraffiert: keine Chartdaten aus diesem Jahr verfügbar

### Livealben
- 1998: Brazil
- 2019: Hard Labour
- 2020: Live in Christchurch 1982

### Kompilationen
| Jahr | Titel                               | Höchstplatzierung, Gesamtwochen, AuszeichnungChartplatzierungen (Jahr, Titel, Platzierungen, Wochen, Auszeichnungen, Anmerkungen) | Höchstplatzierung, Gesamtwochen, AuszeichnungChartplatzierungen (Jahr, Titel, Platzierungen, Wochen, Auszeichnungen, Anmerkungen) | Höchstplatzierung, Gesamtwochen, AuszeichnungChartplatzierungen (Jahr, Titel, Platzierungen, Wochen, Auszeichnungen, Anmerkungen) | Höchstplatzierung, Gesamtwochen, AuszeichnungChartplatzierungen (Jahr, Titel, Platzierungen, Wochen, Auszeichnungen, Anmerkungen) | Höchstplatzierung, Gesamtwochen, AuszeichnungChartplatzierungen (Jahr, Titel, Platzierungen, Wochen, Auszeichnungen, Anmerkungen) | Höchstplatzierung, Gesamtwochen, AuszeichnungChartplatzierungen (Jahr, Titel, Platzierungen, Wochen, Auszeichnungen, Anmerkungen) | Anmerkungen                          |
| Jahr | Titel                               | DE | CH | UK | US | AU | NZ | Anmerkungen                          |
| ---- | ----------------------------------- | --- | --- | --- | --- | --- | --- | ------------------------------------ |
| 1996 | Contraband: The Best of Men at Work | — | — | UK— SilberUK | — | — | NZ36 (1 Wo.)NZ | Erstveröffentlichung: 12. April 1996 |

Weitere Kompilationen
- 1986: ’81 – ’85
- 1988: The Best of Men at Work
- 1992: Untitled
- 1992: The Works (AU: Platin)
- 1995: Puttin’ in Overtime
- 1997: Definitive Collection
- 1997: It’s a Mistake
- 1998: Simply the Best
- 2000: Super Hits
- 2002: Pop & Wave präsentiert: Men at Work
- 2003: The Essential Men at Work
- 2004: Original Hits
- 2004: The Best Of
- 2009: Playlist: The Very Best of Men at Work
- 2012: This Is Men at Work – The Greatest Hits

### EPs
- 1983: Overtime
- 1996: Men at Work

### Singles
| Jahr | Titel Album                          | Höchstplatzierung, Gesamtwochen, AuszeichnungChartplatzierungen (Jahr, Titel, Album, Platzierungen, Wochen, Auszeichnungen, Anmerkungen) | Höchstplatzierung, Gesamtwochen, AuszeichnungChartplatzierungen (Jahr, Titel, Album, Platzierungen, Wochen, Auszeichnungen, Anmerkungen) | Höchstplatzierung, Gesamtwochen, AuszeichnungChartplatzierungen (Jahr, Titel, Album, Platzierungen, Wochen, Auszeichnungen, Anmerkungen) | Höchstplatzierung, Gesamtwochen, AuszeichnungChartplatzierungen (Jahr, Titel, Album, Platzierungen, Wochen, Auszeichnungen, Anmerkungen) | Höchstplatzierung, Gesamtwochen, AuszeichnungChartplatzierungen (Jahr, Titel, Album, Platzierungen, Wochen, Auszeichnungen, Anmerkungen) | Höchstplatzierung, Gesamtwochen, AuszeichnungChartplatzierungen (Jahr, Titel, Album, Platzierungen, Wochen, Auszeichnungen, Anmerkungen) | Anmerkungen                                                                   |
| Jahr | Titel Album                          | DE | CH | UK | US | AU | NZ | Anmerkungen                                                                   |
| ---- | ------------------------------------ | --- | --- | --- | --- | --- | --- | ----------------------------------------------------------------------------- |
| 1981 | Who Can It Be Now? Business as Usual | DE71 (3 Wo.)DE | — | UK45 (5 Wo.)UK | US1 (27 Wo.)US | AU2 (? Wo.)AU | NZ45 Platin · (6 Wo.)NZ | Erstveröffentlichung: Mai 1981 VÖ außerhalb AU erst im Sommer/Herbst 1982     |
| 1981 | Down Under Business as Usual         | DE9 Platin · (36 Wo.)DE | CH1 (13 Wo.)CH | UK1 ×2Doppelplatin · (12 Wo.)UK | US1 Platin · (25 Wo.)US | AU1 Gold · (? Wo.)AU | NZ1 ×5Fünffachplatin · (21 Wo.)NZ | Erstveröffentlichung: 9. November 1981 VÖ in UK und US erst Ende 1982         |
| 1982 | Be Good Johnny Business as Usual     | — | — | UK78 (2 Wo.)UK | — | AU8 (? Wo.)AU | NZ3 (13 Wo.)NZ | Erstveröffentlichung: März 1982 VÖ in UK erst im Februar 1984                 |
| 1982 | Dr. Heckyll and Mr. Jive Cargo       | — | — | UK31 (7 Wo.)UK | US28 (11 Wo.)US | AU6 (? Wo.)AU | NZ16 (12 Wo.)NZ | Erstveröffentlichung: 8. November 1982 VÖ in UK und US erst im September 1983 |
| 1983 | Overkill Cargo                       | DE30 (17 Wo.)DE | — | UK21 (10 Wo.)UK | US3 (16 Wo.)US | AU5 (8 Wo.)AU | NZ24 (8 Wo.)NZ | Erstveröffentlichung: März 1983                                               |
| 1983 | It’s a Mistake Cargo                 | DE19 (14 Wo.)DE | — | UK33 (6 Wo.)UK | US6 (15 Wo.)US | AU43 (8 Wo.)AU | NZ43 (2 Wo.)NZ | Erstveröffentlichung: Juni 1983                                               |
| 1985 | Everything I Need Two Hearts         | — | — | — | US47 (9 Wo.)US | AU37 (? Wo.)AU | — | Erstveröffentlichung: Mai 1985                                                |

Weitere Singles
- 1979: Keypunch Operator
- 1983: High Wire
- 1985: Maria
- 1985: Hard Luck Story
- 1985: Sail to You

## Auszeichnungen für Musikverkäufe
| Goldene Schallplatte - Hongkong - 1985: für das Album Business as Usual - Italien - 2023: für die Single Down Under - Kanada - 1982: für die Single Who Can It Be Now? - 1983: für die Single Down Under - 1983: für die Single Overkill - Niederlande - 1990: für das Album Business as Usual | Platin-Schallplatte - Dänemark - 2024: für die Single Down Under - Spanien - 2025: für die Single Down Under 3× Platin-Schallplatte - Kanada - 1983: für das Album Cargo 5× Platin-Schallplatte - Kanada - 1983: für das Album Business as Usual |

Anmerkung: Auszeichnungen in Ländern aus den Charttabellen bzw. Chartboxen sind in ebendiesen zu finden.
| Land/RegionAuszeichnungen für Musikverkäufe (Land/Region, Auszeichnungen, Verkäufe, Quellen) | Silber  | Gold       | Platin       | Verkäufe   | Quellen                       |
| -------------------------------------------------------------------------------------------- | ------- | ---------- | ------------ | ---------- | ----------------------------- |
| Australien (ARIA)                                                                            | —       | Gold1      | Platin1      | 120.000    | aria.com.au                   |
| Dänemark (IFPI)                                                                              | —       | —          | Platin1      | 90.000     | ifpi.dk                       |
| Deutschland (BVMI)                                                                           | —       | Gold1      | Platin1      | 850.000    | musikindustrie.de             |
| Hongkong (IFPI/HKRIA)                                                                        | —       | Gold1      | —            | 10.000     | ifpihk.org                    |
| Italien (FIMI)                                                                               | —       | Gold1      | —            | 50.000     | fimi.it                       |
| Kanada (MC)                                                                                  | —       | 3× Gold3   | 8× Platin8   | 950.000    | musiccanada.com               |
| Neuseeland (RMNZ)                                                                            | —       | —          | 12× Platin12 | 300.000    | aotearoamusiccharts.co.nz NZ2 |
| Niederlande (NVPI)                                                                           | —       | Gold1      | —            | 50.000     | nvpi.nl                       |
| Spanien (Promusicae)                                                                         | —       | —          | Platin1      | 60.000     | elportaldemusica.es           |
| Vereinigte Staaten (RIAA)                                                                    | —       | Gold1      | 10× Platin10 | 10.500.000 | riaa.com                      |
| Vereinigtes Königreich (BPI)                                                                 | Silber1 | Gold1      | 3× Platin3   | 1.760.000  | bpi.co.uk                     |
| Insgesamt                                                                                    | Silber1 | 10× Gold10 | 37× Platin37 |            |                               |